# Rosler Nunatak
Rosler Nunatak är en nunatak i Antarktis. Den ligger i Östantarktis. Australien gör anspråk på området. Toppen på Rosler Nunatak är 2 013 meter över havet.
Terrängen runt Rosler Nunatak är huvudsakligen en högslätt. Trakten är obefolkad. Det finns inga samhällen i närheten.